# 虎尾溪

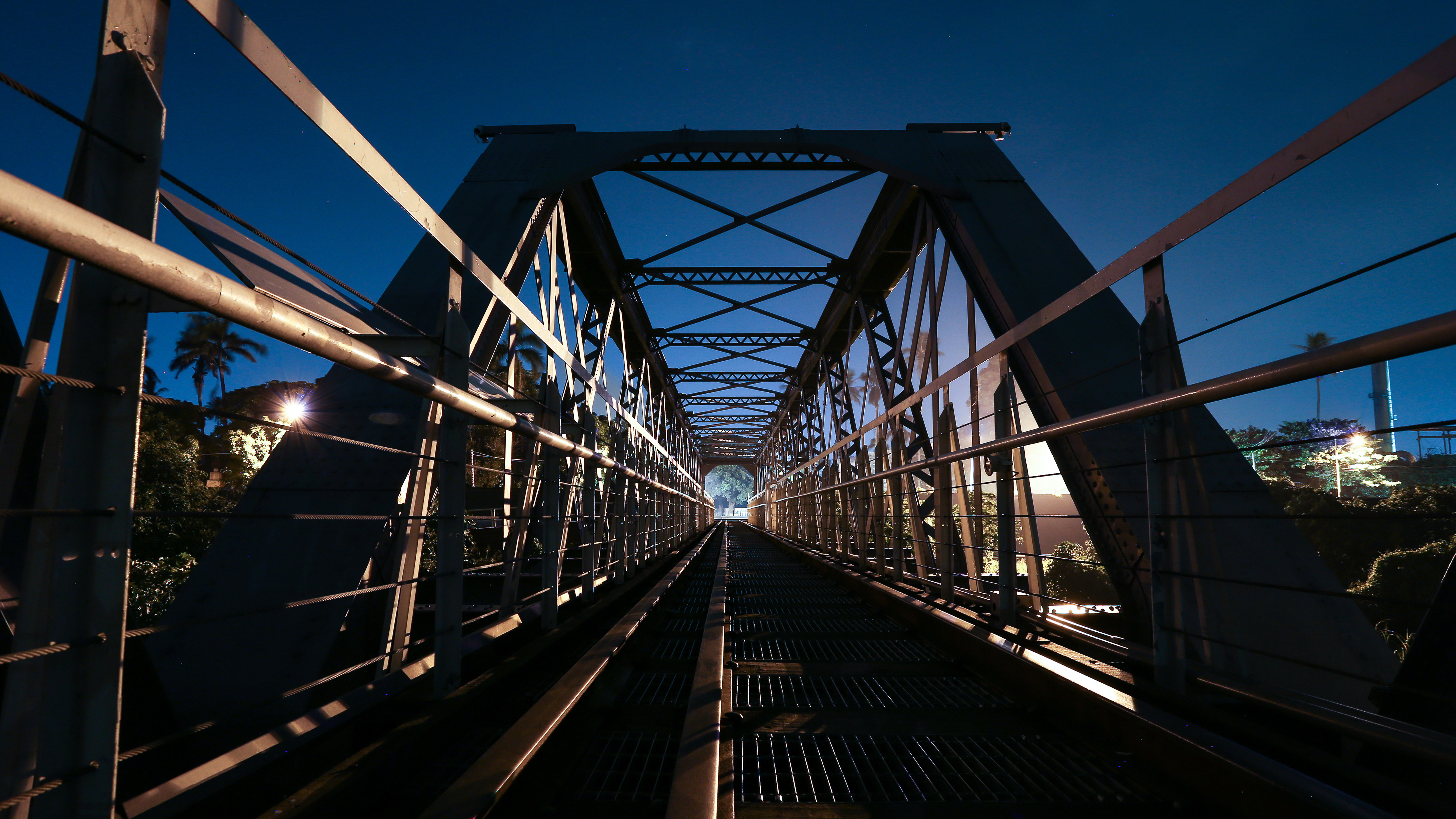
虎尾溪鐵橋

虎尾溪，是台灣雲林縣境內一條河川，屬北港溪水系，為北港溪主流上游河段。虎尾溪流域偏及雲林縣元長鄉、大埤鄉、土庫鎮、虎尾鎮、斗南鎮、斗六市、莿桐鄉、林內鄉、古坑鄉等地，其下游河道為大埤鄉、斗南鎮與元長鄉、土庫鎮、虎尾鎮的界河，中游部分河道為斗六市與虎尾鎮、莿桐鄉的界河。
虎尾溪與其北側的舊虎尾溪、新虎尾溪在歷史上曾經皆為濁水溪下游分流，其後因上游淤塞或築堤截斷分流，如今已各自成為獨立水系或其中的一部分。

## 歷史
昔日濁水溪出觸口後進入平原地帶並形成多條分流，每遇大水常會改道。因此，歷史上的「虎尾溪」曾代表不同的河道。
在完稿於清康熙三十八年至四十三年（1699-1704年）的《康熙臺灣輿圖》上，濁水溪下游繪出西螺溪、虎尾溪兩條分流，但當時的虎尾溪係指今舊虎尾溪。輿圖中今北港溪（未標名稱）上游僅有石龜溪、三疊溪兩條支流；今虎尾溪尚未出現。
在完稿於乾隆二十二年至二十六年（1757-1761年）的《乾隆臺灣輿圖》上，虎尾溪下游已形成虎尾新溪（今新虎尾溪）、虎尾舊溪兩條分流，而且虎尾舊溪明顯為主流。
嘉慶七年（1802年）七月，大雨數日，濁水溪洪水在他里霧沖出一條新的溪流，經由鹿藔通往笨港（今北港），再以「新虎尾」（非指今新虎尾溪）稱之，即今北港溪上游的虎尾溪。不過該河道在道光、同治年間的輿圖仍未出現，直到光緒年間的輿圖才繪出。
在同治年間的輿圖或文獻中，均只有虎尾溪，而無虎尾舊溪、新溪之分，顯見此時的虎尾舊溪（今舊虎尾溪）上游已經淤塞，成為斷頭河。
虎尾溪水流湍急，在清代有「會過西螺溪，不過虎尾溪」的俗諺。

## 水系主要河川
以下由下游至源頭列出水系主要河川，其中粗體字為主流河道：
- 虎尾溪：雲林縣元長鄉、大埤鄉、土庫鎮、虎尾鎮、斗南鎮、斗六市、莿桐鄉、林內鄉、古坑鄉
  - 大湖口溪：雲林縣大埤鄉、斗南鎮、古坑鄉
  - 石牛溪：雲林縣虎尾鎮、斗南鎮、斗六市、古坑鄉
    - 崙子溪：雲林縣斗南鎮、古坑鄉
      - 嵌頂溪：雲林縣古坑鄉

    - 松柏坑溪：雲林縣古坑鄉

  - 雲林溪：雲林縣斗南鎮、斗六市、古坑鄉
    - 芭蕉溪：雲林縣斗六市、古坑鄉

  - 乾溪（斗六東溪）：雲林縣斗六市、林內鄉
  - 海豐崙溪：雲林縣斗六市、古坑鄉
    - 尖山坑溪：雲林縣古坑鄉

  - 大埔溪（當地人稱外湖溪口以下為石榴班溪）：雲林縣斗六市、林內鄉
    - 外湖溪：雲林縣斗六市

  - 石榴班溪（當地人稱梅林溪口以下為林子頭溪，以上為埤子頭溪）：雲林縣斗六市、古坑鄉
    - 牛埔仔溪：雲林縣斗六市
      - 楓樹湖南溪：雲林縣斗六市

    - 咬狗溪：雲林縣斗六市
    - 梅林溪（內林溪）：雲林縣斗六市、古坑鄉
    - 石仔坑溪：雲林縣古坑鄉
    - 黃德坑溪：雲林縣古坑鄉
    - 圳頭坑溪：雲林縣古坑鄉

## 虎尾鐵橋
虎尾鐵橋為舊時糖業鐵路營業線雲虎線（斗六＝斗南＝虎尾）跨越虎尾溪的橋梁，隨著糖鐵撤廢而一度沒落。近年來地方政府重新整修鐵橋，並將兩岸規劃為「親水公園」，結合附近的虎尾糖廠與同心公園，成為觀光休閒場所:143～145。

## 外部連結
- 愛河川－虎尾溪 （页面存档备份，存于）